# Gheorghe Oprea (om politic)
Gheorghe Oprea (n. 15 aprilie 1927, Băicoi, România – d. 1998) a fost un om politic comunist român.

## Biografie
La terminarea studiilor școlare, în 1942, Georghe Oprea s-a angajat la Uzinele „Mărginanca” din Plopeni, unde a lucrat ca laborant și controlor tehnic. După 23 august 1944 s-a în scris în sindicat, fiind ales în comitetul de întreprindere. Apropierea de sindicat a însemnat și legături cu Partidul Comunist, devenind în scurt timp membru al acestuia și component al celulei de bază de la Uzinele „Mărginanca”. Deoarece a fost remarcat de conducerea unității pentru calitățile sale intelectuale, a fost trimis să urmeze cursurile Facultății de Mecanică, la Institutul Politehnic din București. În primii ani de studiu s-a evidențiat pentru seriozitatea sa, profesorii considerându-l unul dintre cei mai buni studenți la învățătură. Nu a lăsat deoparte nici activitatea de partid, fiind ales în biroul organizației de bază. La cererea Partidului Muncitoresc, a întrerupt în 1951 cursurile la zi și a fost promovat instructor la Secția Industrie Grea a CC al PMR. A stat câteva luni în această funcție, iar în același an a fost trimis la Comitetul Controlului de Stat, în funcția de controlor la Secția Ministerul Forțelor Armate. Aici a primit gradul de căpitan, cu toate că nu satisfăcuse stagiul militar.
În 1961 a fost promovat, prin mutarea la Ministerul Metalurgiei și Construcției de Mașini, în funcția de director general adjunct al Direcției generale de autocamioane, tractoare și mecanică fină. A stat un an în acest post, iar în 1962 a fost promovat adjunct al ministrului.
Ascensiunea pe linie ministerială a însemnat și o bună activitate în cadrul partidului. Din 1957 fusese membru în comitetele de partid în toate ministerele în care lucrase. La Congresul a IX-lea al PCR, din iulie 1965, a fost desemnat membru supleant al Comitetului Central. La următorul Congres, din august 1969, a fost răsplătit pentru fidelitatea sa cu funcția de membru plin al CC-ului.
Din 1970, Gheorghe Oprea a fost mutat în aparatul central al Partidului, în funcția de consilier al CC al PCR. Aici a avut o ascensiune rapidă, fiind numit vicepreședinte al Consiliului Suprem al Dezvoltării Economice și Sociale. În martie 1974, Oprea a fost numit vicepreședinte al Consiliului de Miniștri. Promovarea în guvern a fost urmată de o avansare pe linie de partid, fiind ales în Comitetul Politic Executiv al CC al PCR la Congresul al XI-lea, din noiembrie 1974. A deținut această funcție până în decembrie 1989. Gheorghe Oprea a fost membru în Marea Adunare Națională (1975 - 1989). În perioada aprilie 1978 - decembrie 1989 Gheorghe Oprea a fost prim-viceprim ministru al guvernului.
La cǎderea guvernului comunist, Gheorghe Oprea se afla în vizită oficială în Turcia dar a decis să revină în România, unde a fost arestat și judecat pentru activitatea sa în cadrul Partidului Comunist Român.

## Distincții
- Ordinul „Steaua Republicii Populare Romîne” clasa a III-a (10 august 1964) „pentru merite deosebite în opera de construire a socialismului, cu prilejul celei de a XX-a aniversări a eliberării patriei”[3]
- Ordinul „Tudor Vladimirescu” clasa a V-a (30 aprilie 1966) „cu prilejul celei de-a 45-a aniversări de la înființarea Partidului Partidului Comunist din România, pentru merite deosebite în opera de construire a socialismului”[4]
- Ordinul „23 August” clasa a II-a (4 mai 1971) „cu prilejul aniversării a 50 de ani de la constituirea Partidului Comunist Român, [...] pentru merite deosebite în opera de construire a socialismului”[5]
- Medalia comemorativă „A 40-a aniversare a revoluției de eliberare socială și națională, antifascistă și antiimperialistă” (20 august 1984) „pentru contribuția deosebită adusă la înfăptuirea politicii Partidului Comunist Român de făurire a societății socialiste multilateral dezvoltate în patria noastră, cu prilejul celei de-a 40-a aniversări a revoluției de eliberare socială și națională, antifascistă și antiimperialistă”[6]